# Alfonso Romo
Alfonso Carlos Romo Garza (Ciudad de México, 8 de octubre de 1950) es un exdeportista, exfuncionario y empresario mexicano, miembro del partido Morena.[cita requerida] Se desempeñó como jefe de la Oficina de la Presidencia de la República durante el gobierno de Andrés Manuel López Obrador entre 2018 y 2020.
En años anteriores se destacó como deportista olímpico. Fue promotor político del candidato de la coalición Juntos Haremos Historia, miembro del equipo de transición gubernamental de Andrés Manuel López Obrador en el área económica.

## Biografía
Alfonso Romo nació en la Ciudad de México el 8 de octubre de 1950, es sobrino-bisnieto de Francisco I. Madero, presidente de México de 1911 a 1913, y bisnieto de Gustavo A. Madero, miembros de una de las familias con más poder económico de México del siglo XIX y principios del XX.
Asistió al Instituto Patria, una escuela primaria, secundaria y preparatoria que administrada por la Compañía de Jesús. Viajó a Nuevo León a concluir sus estudios, graduándose en el Instituto Tecnológico y de Estudios Superiores de Monterrey, donde recibió una licenciatura en ingeniería agrícola y cuenta con un posgrado en Alta Dirección por el Instituto Panamericano de Alta Dirección de Empresa (IPADE). En este estado abandonó la formación jesuita progresista y comenzó a obtener vínculos con otros grupos católicos Opus Dei y Legionarios de Cristo. De estas etapas tempranas data su asociación con Pedro Aspe que se convertiría en el Secretario de Hacienda en el gobierno de Carlos Salinas de Gortari, en una entrevista con El Universal publicada en junio de 2018, declaró que con el extitular de Hacienda son buenos amigos y se ven cada tres meses. En esa época también contrajo matrimonio con Maca Garza Lagüera, hija del empresario Alejandro Garza Lagüera, emparentándose así con los magnates neoleoneses, la familia Garza Sada.
En 1987 adquiere Cigarrera La Moderna, en 1991 funda Pulsar Internacional, una compañía matriz que, entre otras entidades, incluía una compañía de seguros y corretaje de valores, el grupo luego se expandió a la biotecnología y la producción de semillas. Además de sus empresas comerciales, Pulsar apoya diversas actividades culturales, educativas y ecológicas. Su compañía de producción de semillas era conocida como Seminis antes de ser vendida a Monsanto. En 1997 vendió la cigarrera a British American Tobacco.
Fue representante de México en Juegos Olímpicos de Atlanta 1996 y en los Juegos Olímpicos de Sídney 2000 en equitación, en la disciplina de salto. Asimismo representó al país en los Juegos Ecuestres Mundiales de 1994.
Alfonso Romo apoyó activamente la campaña presidencial del panista Vicente Fox y fue un destacado defensor del plan de desarrollo e integración regional conocido como el Plan Puebla-Panamá. En el año 2005, Romo fue destituido en una asamblea realizada en la acera fuera de las oficinas del Grupo Savia. En 2006, según sus propias declaraciones, Alfonso Romo, lo invitaron a participar en la campaña de desprestigio contra el candidato del Partido de la Revolución Democrática a la presidencia de México, Andrés Manuel López Obrador y no aceptó. En 2012, tras contratar empresas financieras para investigarle, el empresario apoyó al candidato López Obrador en las elecciones presidenciales de ese año. En 2014, Romo recuperó Savia.
Para el proceso electoral federal de 2018 en México, fue designado coordinador del Proyecto de Nación del izquierdista López Obrador. Entre su labor se encontraba acercar al candidato con el sector privado nacional e internacional, especialmente en el norte del país donde los resultados no le habían sido favorables en elecciones anteriores. El 22 de junio de 2018, en un mitin de campaña en la ciudad de Monterrey, López Obrador propuso a Romo como coordinador de la Oficina de la Presidencia de la República en caso de resultar electo.
Fue miembro del equipo de transición gubernamental de Andrés Manuel López Obrador en el área económica.